# Asteroid de tip L
Asteroizi de tip L sunt asteroizi relativ nerăspândiți  cu un spectru foarte roșiatic mai jos de 0.75 μm, și un spectru monoton fără trăsături mai sus de acesta. În comparare cu tipul K, ei exhibită un spectru  mai roșiatic la lungimi de undă vizibile și un spectru monoton în infraroșu.
Acești asteroizi au fost descriși ca tip S "lipsiți de trăsături" în clasificarea Tholen. Tipul L a fost introdus formal în the clasificarea SMASS, deși studiile anterioare au notat spectre neobișnuite a două din membrii săi 387 Aquitania și 980 Anacostia.
Sunt 41 de asteroizi în taxonomia SMASS clasificate ca tip L.

## Asteroizi de tip Ld
Tipul Ld este o grupare propusă în clasificarea SMASS pentru asteroizi cu un spectru monoton asemănător cu L mai sus de 0.75 μm, dar chiar mai roșu în lungimile de undă vizibile, ca tipul D. Un exemplu poate fi 728 Leonisis, deși acesta a mai fost clasificat ca un tip A.